# Pannes (Meurthe i Mozela)
Pannes – miejscowość i gmina we Francji, w regionie Grand Est, w departamencie Meurthe i Mozela.
Według danych na rok 1990 gminę zamieszkiwało 149 osób, a gęstość zaludnienia wynosiła 18 osób/km² (wśród 2335 gmin Lotaryngii Pannes plasuje się na 896. miejscu pod względem liczby ludności, natomiast pod względem powierzchni na miejscu 725.).